# Michaël Cuisance
Michaël Bruno Dominique Cuisance (Strasbourg, 16 augustus 1999) is een Frans voetballer die doorgaans speelt als middenvelder. In juli 2024 verruilde hij Venezia voor Hertha BSC.

## Clubcarrière
Cuisance speelde in de jeugd van Strasbourg Königshoffen, ASPTT Strasbourg, RC Strasbourg en SC Schiltigheim, alvorens hij in 2014 terechtkwam in de jeugdopleiding van AS Nancy. Voor die club kwam hij tot één duel bij de beloften, maar tot een professioneel optreden in het eerste elftal kwam het niet.
De Fransman maakte medio 2017 de overstap naar Borussia Mönchengladbach, waar hij zijn handtekening zette onder een verbintenis voor de duur van vijf seizoenen. Op 19 september 2017 maakte Cuisance zijn competitiedebuut voor Mönchengladbach. In eigen huis werd VfB Stuttgart met 2–0 verslagen door een dubbelslag van Raffael. De Franse middenvelder mocht van coach Dieter Hecking in de rust invallen voor Christoph Kramer. Aan het einde van het seizoen 2017/18, waarin Cuisance tot vierentwintig competitieduels kwam, verlengde hij zijn verbintenis met een jaar tot medio 2023.
In de zomer van 2020 werd Cuisance voor een seizoen verhuurd aan Olympique Marseille, dat tevens een optie tot koop kreeg op de middenvelder. Deze optie werd niet gelicht en Cuisance keerde na een jaar terug naar München. In januari 2022 maakte de Fransman voor een bedrag van circa vier miljoen euro de overstap naar Venezia. Met Venezia degradeerde hij naar de Serie B, maar een half jaar later keerde hij terug in de Serie A doordat hij op huurbasis werd overgenomen door Sampdoria. Medio 2023 was VfL Osnabrück de volgende club die de Fransman op huurbasis overnam.
Medio 2024 bleef Cuisance actief in dezelfde competitie, omdat Hertha BSC hem voor circa driehonderdduizend euro overnam en voor drie jaar contracteerde. Zijn contract werd aan het einde van het seizoen 2024/25 opengebroken en met twee jaar verlengd tot medio 2029.

## Clubstatistieken
| Seizoen | Club                     | Competitie    | Competitie | Competitie | Beker | Beker | Internationaal | Internationaal | Totaal | Totaal |
| Seizoen | Club                     | Competitie    | Wed.       | Dlp.       | Wed.  | Dlp.  | Wed.           | Dlp.           | Wed.   | Dlp.   |
| ------- | ------------------------ | ------------- | ---------- | ---------- | ----- | ----- | -------------- | -------------- | ------ | ------ |
| 2017/18 | Borussia Mönchengladbach | Bundesliga    | 24         | 0          | 2     | 0     | —              | —              | 26     | 0      |
| 2018/19 | Borussia Mönchengladbach | Bundesliga    | 11         | 0          | 2     | 0     | —              | —              | 13     | 0      |
| 2019/20 | Bayern München           | Bundesliga    | 9          | 1          | 1     | 0     | 0              | 0              | 10     | 1      |
| 2020/21 | Bayern München           | Bundesliga    | 1          | 0          | 0     | 0     | 0              | 0              | 1      | 0      |
| 2020/21 | → Olympique Marseille    | Ligue 1       | 23         | 2          | 1     | 0     | 6              | 0              | 30     | 2      |
| 2021/22 | Bayern München           | Bundesliga    | 1          | 0          | 1     | 1     | 0              | 0              | 2      | 1      |
| 2021/22 | Venezia                  | Serie A       | 13         | 0          | 0     | 0     | —              | —              | 13     | 0      |
| 2022/23 | Venezia                  | Serie B       | 13         | 2          | 0     | 0     | —              | —              | 13     | 2      |
| 2022/23 | → Sampdoria              | Serie A       | 12         | 0          | 0     | 0     | —              | —              | 12     | 0      |
| 2023/24 | → VfL Osnabrück          | 2. Bundesliga | 25         | 3          | 0     | 0     | —              | —              | 25     | 3      |
| 2024/25 | Hertha BSC               | 2. Bundesliga | 30         | 6          | 2     | 1     | —              | —              | 32     | 7      |
| Totaal  | Totaal                   | Totaal        | 162        | 14         | 9     | 2     | 6              | 0              | 177    | 16     |

Bijgewerkt op 8 mei 2025.

## Interlandcarrière
Cuisance nam met Frankrijk –17 deel aan het EK –17 van 2016 en met Frankrijk –19 deel aan het EK –19 van 2018. Hij kwam ook voor Frankrijk –20 uit op het WK –20 van 2019.

## Erelijst
| Competitie            |                |                  |                |                |
| Competitie            | Aantal         | Jaren            |                |                |
| Bayern München        | Bayern München | Bayern München   | Bayern München | Bayern München |
| --------------------- | -------------- | ---------------- | -------------- | -------------- |
| Bundesliga            | 2              | 2019/20, 2021/22 |                |                |
| DFB-Pokal             | 1              | 2019/20          |                |                |
| DFL-Supercup          | 1              | 2020             |                |                |
| UEFA Champions League | 1              | 2019/20          |                |                |
| UEFA Super Cup        | 1              | 2020             |                |                |
| Bayern München II     |                |                  |                |                |
| 3. Liga               | 1              | 2019/20          |                |                |